# 지리 (도시)

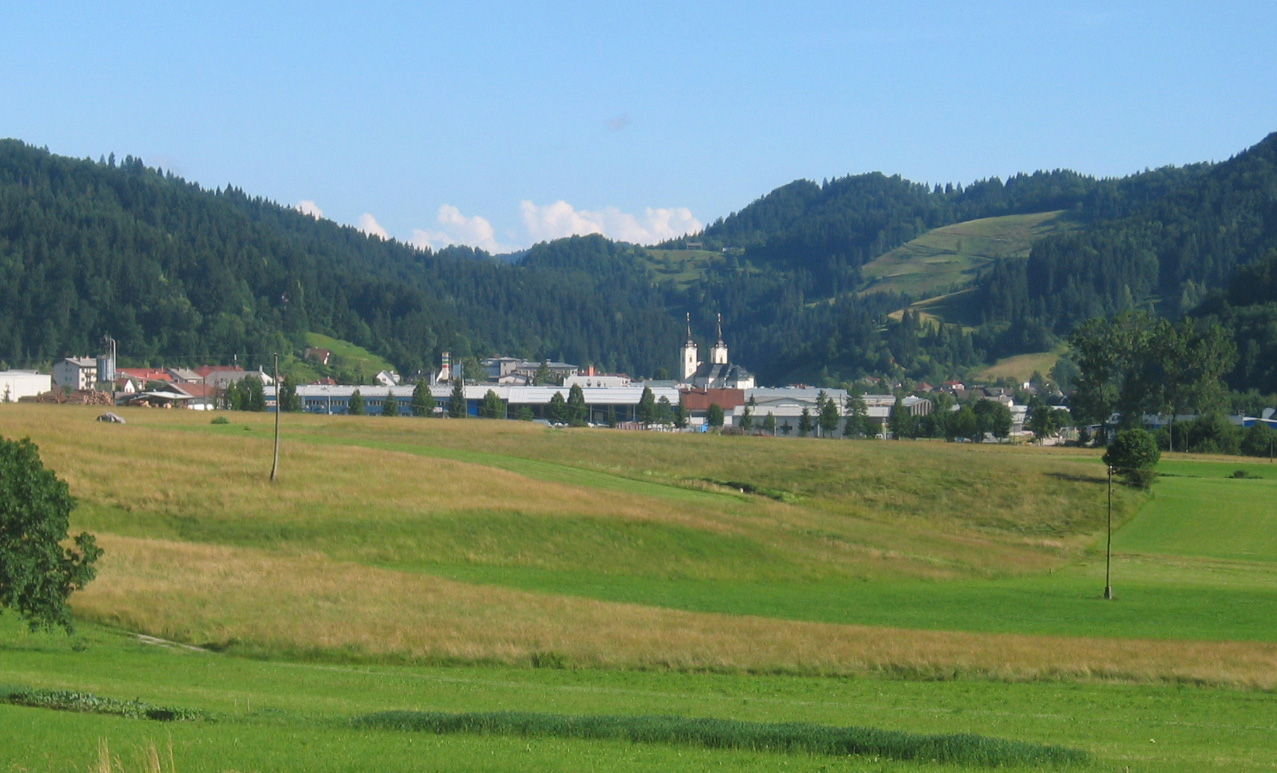
지리

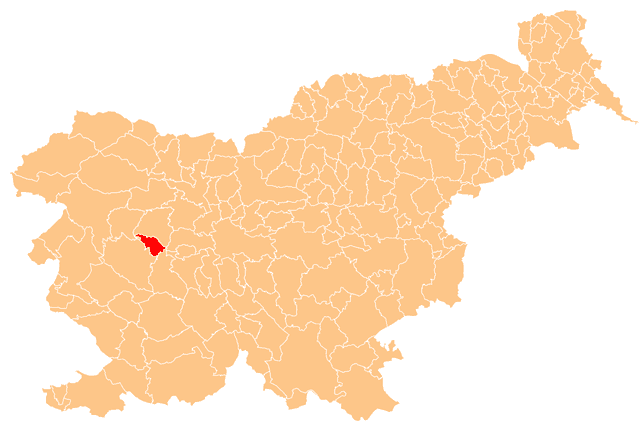
지리의 위치

지리(슬로베니아어: Žiri)는 슬로베니아의 도시로 면적은 49.3km2, 인구는 4,868명(2002년 기준), 인구 밀도는 98.7명/km2이다.